# Colle di Val d'Elsa
Colle di Val d'Elsa és un municipi italià situat a la regió de la Toscana i a la província de Siena. El 2017 tenia 21.604 habitants.